# Merlion

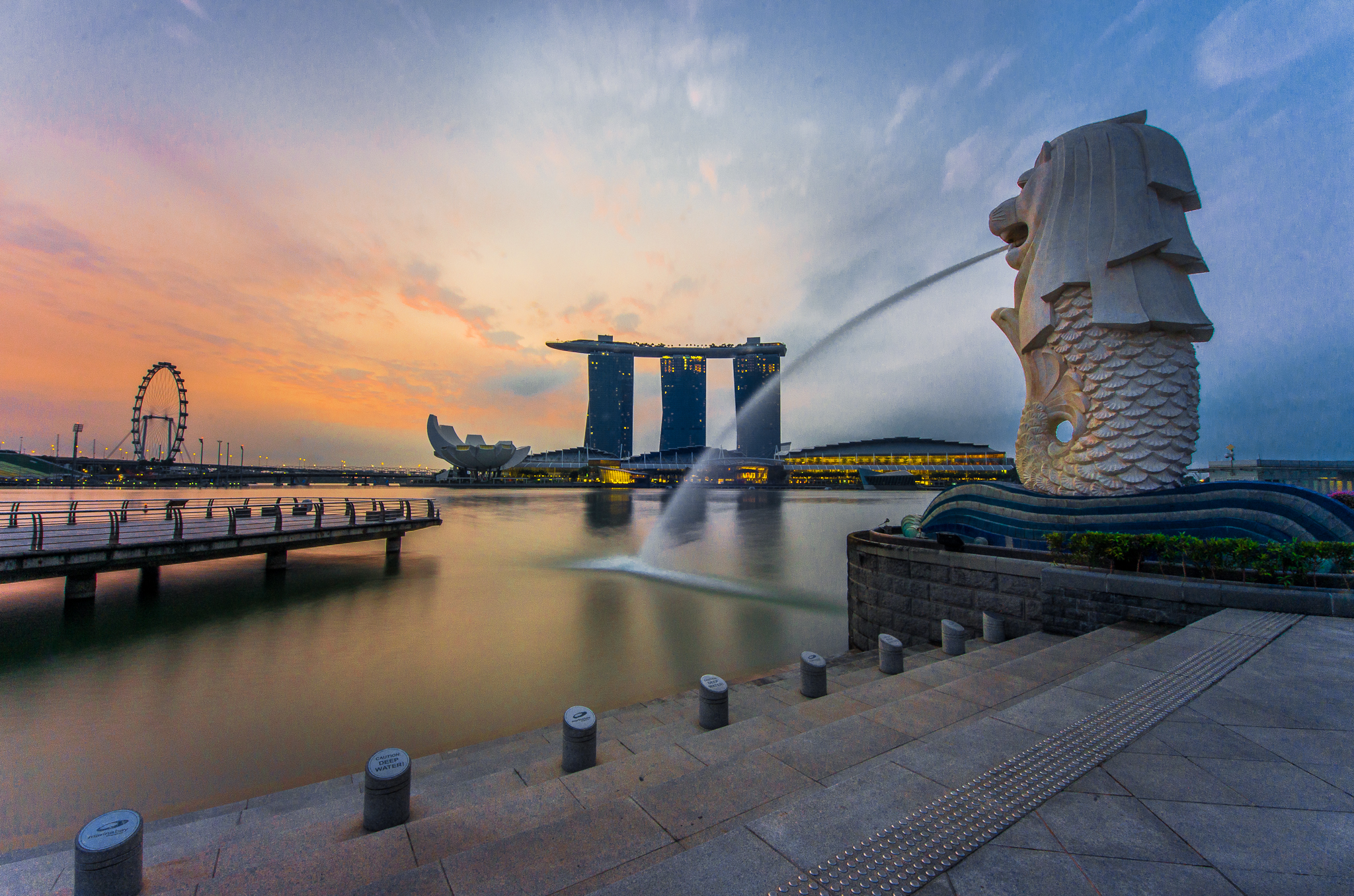
Tượng Merlion ở Merlion Park gần khu vực trung tâm Singapore, là một biểu tượng du lịch nổi tiếng của quốc gia này

Merlion (tiếng Malay: Singa-Laut) là biểu tượng của đất nước Singapore, một con thú đầu sư tử, mình cá (tức ngư sư nhưng còn được một số người gọi là sư tử biển dễ gây nhầm lẫn một loài động vật có vú trong phân họ Otariinae) đang cưỡi trên sóng. Hình ảnh đầu sư tử tượng trưng cho truyền thuyết về quá trình khám phá Singapore. Hình ảnh đuôi cá của Merlion tượng trưng cho sự khởi đầu khiêm tốn của Singapore từ một làng chài ven biển.
Tượng Merlion được Alec Fraser-Brunner thiết kế vào năm 1964, như là một biểu tượng của Hiệp hội Quảng bá Du lịch Singapore (STPB) sử dụng từ năm 1964 đến 1997.

## Thông số kỹ thuật
Tượng Merlion có chiều cao 8,6 mét và trọng lượng 70 tấn được ông Lim Nang Seng đúc bằng xi măng fondue. Bức tượng Merlion thứ hai có kích thước nhỏ hơn với chiều cao 2 mét và nặng 3 tấn, cũng do nghệ nhân này tạo ra. Thân tượng được đúc bằng xi măng fondue, lớp áo bên ngoài được làm từ những chiếc dĩa bằng sứ, đôi mắt của Merlion là hai tách trà nhỏ màu đỏ.
Phía sau tượng Merlion, cách khoảng 28 mét là tượng Merlion Cub. Các hệ thống máy bơm đã được lắp đặt để tượng Merlion lớn và nhỏ có thể phun nước suốt ngày đêm.